# 草加事件
草加事件（そうかじけん）とは、1985年7月19日に埼玉県草加市の残土置き場で同県八潮市在住の中学3年女子生徒の絞殺体が発見され、その容疑者として草加市在住の13〜15歳の少年5人が逮捕、1人が補導された事件の通称である。

## 概要
逮捕された5人は少年審判で犯行を否認したが、浦和家庭裁判所は同年9月、5人を初等・中等少年院へ送致し、1人を児童相談所に送るという保護処分を出した。少年らは抗告したが東京高等裁判所は抗告を棄却、最高裁判所も1989年7月に再抗告を棄却し、同処分が確定した。
被害者が死亡時に着用していたスカート後ろ側の裏部分6か所に付着していた（犯人のものと推定される）精液の血液型がAB型である一方、少年らの血液型はいずれもO型またはB型であり一致しない。
その後、被害者の両親が上述の少年らの親権者を相手取り損害賠償を求めた民事訴訟では、1993年3月に浦和地裁で事実上の無罪判決（原告の請求棄却）、1994年11月に東京高裁で少年らの自白は信用できるとして事実上の有罪判決（原告の請求を一部認容）が下された。そして、2000年2月に最高裁は自白の信用性を認めた高裁の判断には誤りがあるとして、被告の敗訴部分を破棄し、東京高裁に差し戻した。差戻し審では、2002年10月、自白に秘密の暴露がないこと、本件においては血液型はAB型であったと認めるほかはないなどの理由から「少年らの犯罪を裏付けるに足りる証拠が無い」として、事実上の無罪判決（原告の請求棄却）が下された。このように当該事件では、民事裁判によって刑事裁判とは異なる事実上の無罪判断が出るという異例の展開になった。
他方、少年らは一般の刑事裁判での再審請求に当たる「保護処分の取消し」を3度申し立てたが、既に保護処分は終了した（訴えの利益がない）ことなどを理由にいずれも退けられている。なお、現在では、保護処分終了後にも保護処分の取消を行いうると少年法が改正されており(少年法27条の2第2項)、保護処分終了後でも保護処分取消の請求が可能である。
被害者の親は、『埼玉県警は何をしていたのか、直ちに再捜査し真犯人を一刻も早く捕まえて欲しい』と訴えたが、この事件は不可解な結論のまま、2000年7月19日に公訴時効を迎えている。
2009年4月19日放送のテレビ朝日『サンデープロジェクト』によると、本件の検察側の主任検事は、日本テレビ「行列のできる法律相談所」等で有名な住田裕子弁護士である。テレビ局は住田への取材を試みたが、住田は守秘義務を理由に事実確認への回答を行わなかった。